# ウォーリー (小惑星)
ウォーリー (7011 Worley) は、小惑星帯に位置する小惑星である。 エドワード・ボーエルがアリゾナ州のローウェル天文台アンダーソン・メサ観測所で発見した。
アメリカ海軍天文台でワシントン重星カタログ (WDS) の作成に貢献したアメリカ合衆国の天文学者、チャールズ・ウォーリー（Charles Edmund Worley、1935年 – 1997年）から命名された。 